# 哈里·提格
哈里·提格（Harry Teague；1949年6月29日—）是美國的一位政治人物。在2009年至2011年期間，他是新墨西哥州第2選舉區選出的美國眾議院議員。他的黨籍是民主黨。他已經結婚並有兩個孩子。